# Mateus 2

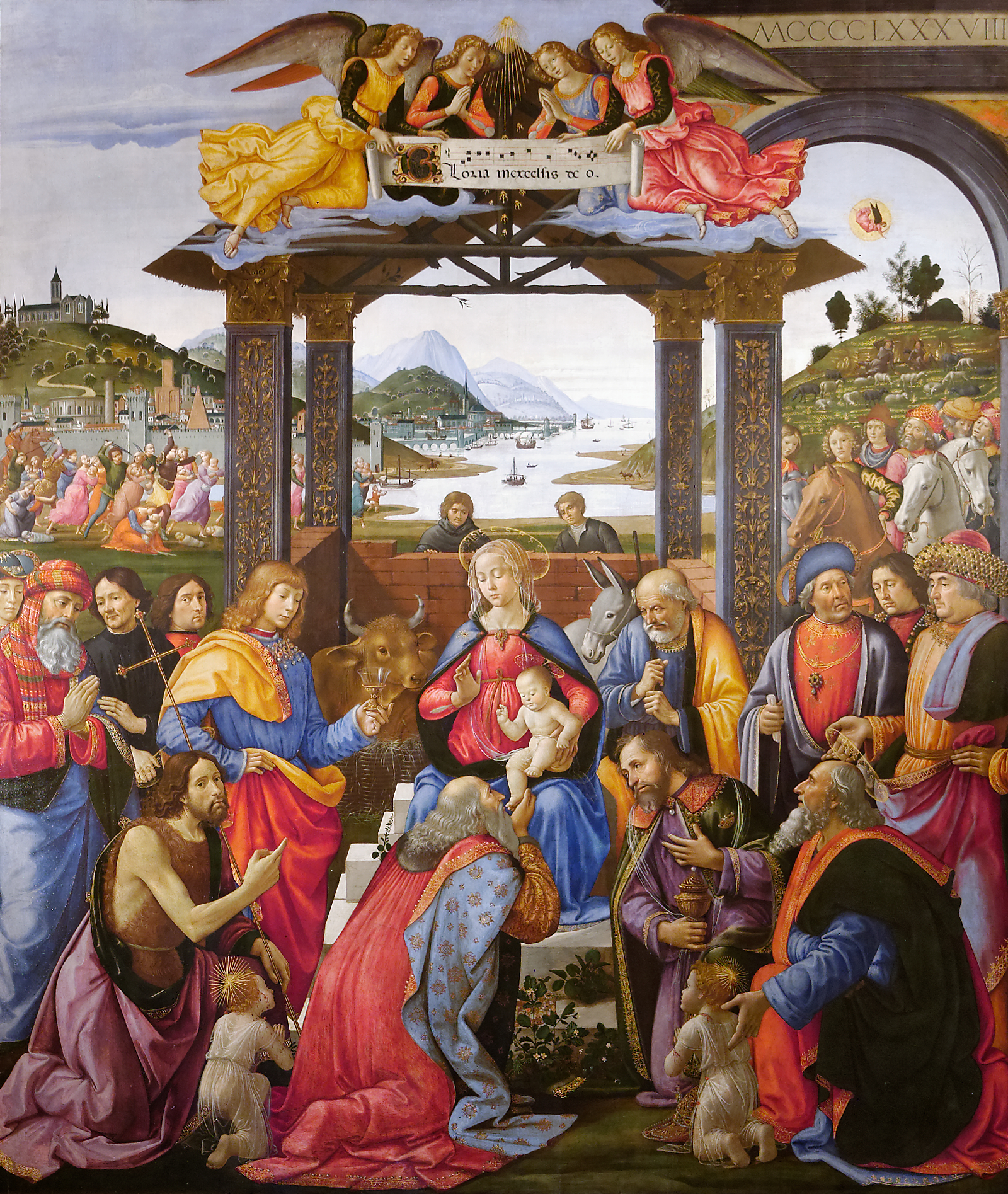
Adoração dos Magos, um dos muitos eventos narrados apenas em Mateus 2.
1488/9. Por Domenico Ghirlandaio, atualmente na Spedale degli Innocenti, em Florença.

Mateus 2 é o segundo capítulo do Evangelho de Mateus no Novo Testamento da Bíblia e relata os eventos ocorridos depois do nascimento de Jesus, relatando alguns dos episódios mais conhecidos da sua infância.

## Análise
Este capítulo é geralmente dividido em quatro seções para fins acadêmicos. A visita dos magos guiados pela Estrela de Belém (Mateus 2:1–12), a Fuga para o Egito (Mateus 2:13–15), o Massacre dos Inocentes (Mateus 2:16–18) e o Retorno do jovem Jesus a Nazaré depois da morte de Herodes (Mateus 2:19–23). Cada uma delas está centrada numa citação do Antigo Testamento cuja realização Mateus vê na vida de Jesus. A última porção de Mateus 1 tem a mesma estrutura é geralmente agrupada com estas quatro. Stendhal nota que cada uma das citações neste capítulo contém nomes de localidades e defende que o capítulo inteiro é uma apologia do motivo pelo qual o Messias teria se mudado da importante cidade de Belém para a afastada e minúscula Nazaré.
France nota que as citações do Antigo Testamento utilizadas são "notoriamente obscuras e pouco convincentes". Muitas delas foram fortemente alteradas, chegando à inversão do sentido em alguns casos. Quase todas foram tomadas fora de contexto e apresentadas como profecias quando não tinham esta intenção no original. A mais confusa delas é a que é citada em Mateus 2:23 ("e foi morar em uma cidade chamada Nazaré; para se cumprir o que foi dito pelos profetas: Ele será chamado Nazareno"), que aparentemente não existe no Antigo Testamento. Jerônimo a associou com Isaías 11:1 ("Então do tronco de Jessé sairá um rebento, e das suas raízes sairá um renovo que dará fruto.") por causa da etimologia de "Nazaré", que deriva da palavra hebraica para "tronco" (ne'tser). Que as citações tenham sido tão contorcidas para caberem na narrativa é, para France e outros, evidência clara que esta veio primeiro e aquelas, depois. Mateus acreditava firmemente na acuracidade de seu relato e não o alteraria para fazê-lo caber nas profecias.
Como acontece com Mateus 1, a maior parte dos acadêmicos entendem que este capítulo tenta provar que Jesus era o esperado Messias previsto pelos profetas e é nele que está a maior quantidade de referências ao Antigo Testamento em todo o Novo Testamento, cinco. Schweizer divide o capítulo em cinco subseções, cada uma terminando em uma delas. Assim como na genealogia apresentada no capítulo anterior, os estudiosos acreditam que este capítulo está tentando retratar Jesus como o ápice da história dos judeus e, para isso, Mateus relata os eventos da vida de Jesus paralelizando-os com outros da história. Um exemplo é o paralelo entre Jesus e Moisés e Herodes, o Grande, e o faraó. É apenas neste capítulo que se menciona a viagem da Sagrada Família para o Egito. Com base numa citação de Jeremias (Jeremias 31:15), o Massacre dos Inocentes foi relacionado com o Cativeiro da Babilônia e o nascimento de Jesus em Belém ecoa o rei David, que também nasceu ali.
Este capítulo também contém diversas passagens que podem ser entendidas como antissemitas aos olhos modernos. Mateus 2:3–4 mostra como os líderes e o povo judeu de Jerusalém ajudaram o tirano Herodes, que queria matar o filho de Maria. A historicidade do evento é duvidosa por diversos motivos e um deles é que outras fontes contemporâneas relatam a grande animosidade que existia entre os dois grupos. Gundry lembra que "perseguição" é um tema importante me Mateus, que estava escrevendo numa época que diversas forças trabalhavam para esmagar o cristianismo recém-nascido.
A maior parte do que está relatado neste capítulo não existi em nenhum outro evangelho e difere bastante da narrativa da infância de Jesus em Lucas 2. Estudiosos crentes da inerrância bíblica já propuseram teorias para explicar essas discrepâncias, mas a maior parte dos demais defendem que o Evangelho de Mateus não é uma obra histórica. Gundry afirma que Mateus é uma versão muito floreada de Lucas na qual humildes pastores se transformaram em exóticos magos, por exemplo.

## Manuscritos
- Papiro 70 - versículos 2:13-16; 2:22-3:1